# ORP Flaming
ORP Flaming – polski trałowiec bazowy z okresu zimnej wojny, jeden z serii dwunastu okrętów projektu 206F, przebudowany w latach 2000–2001 na niszczyciel min projektu 206FM. Jednostka mierzyła 58,2 metra długości, 7,97 metra szerokości i miała zanurzenie 2,14 metra, a jej wyporność pełna wynosiła 470 ton. Uzbrojona była w trzy podwójne zestawy działek automatycznych 2M-3M kal. 25 mm i bomby głębinowe, a ponadto była przystosowana do przewozu i stawiania min morskich.
Okręt został zwodowany 5 maja 1966 roku w Stoczni im. Komuny Paryskiej w Gdyni, a do służby w Marynarce Wojennej przyjęto go 27 września tego roku. Jednostka, oznaczona numerem burtowym 621, służyła początkowo w 13. Dywizjonie Trałowców 9. Flotylli Obrony Wybrzeża w Helu, a po jej likwidacji w 2006 roku została przyporządkowana do 8. Flotylli Obrony Wybrzeża. ORP „Flaming” czterokrotnie wchodził w skład stałych zespołów obrony przeciwminowej NATO i uczestniczył w wielu międzynarodowych manewrach oraz ćwiczeniach, neutralizując niebezpieczne pozostałości po II wojnie światowej na wodach polskich i obcych. Intensywnie eksploatowany okręt został wycofany ze służby w grudniu 2020 roku.

## Projekt i budowa

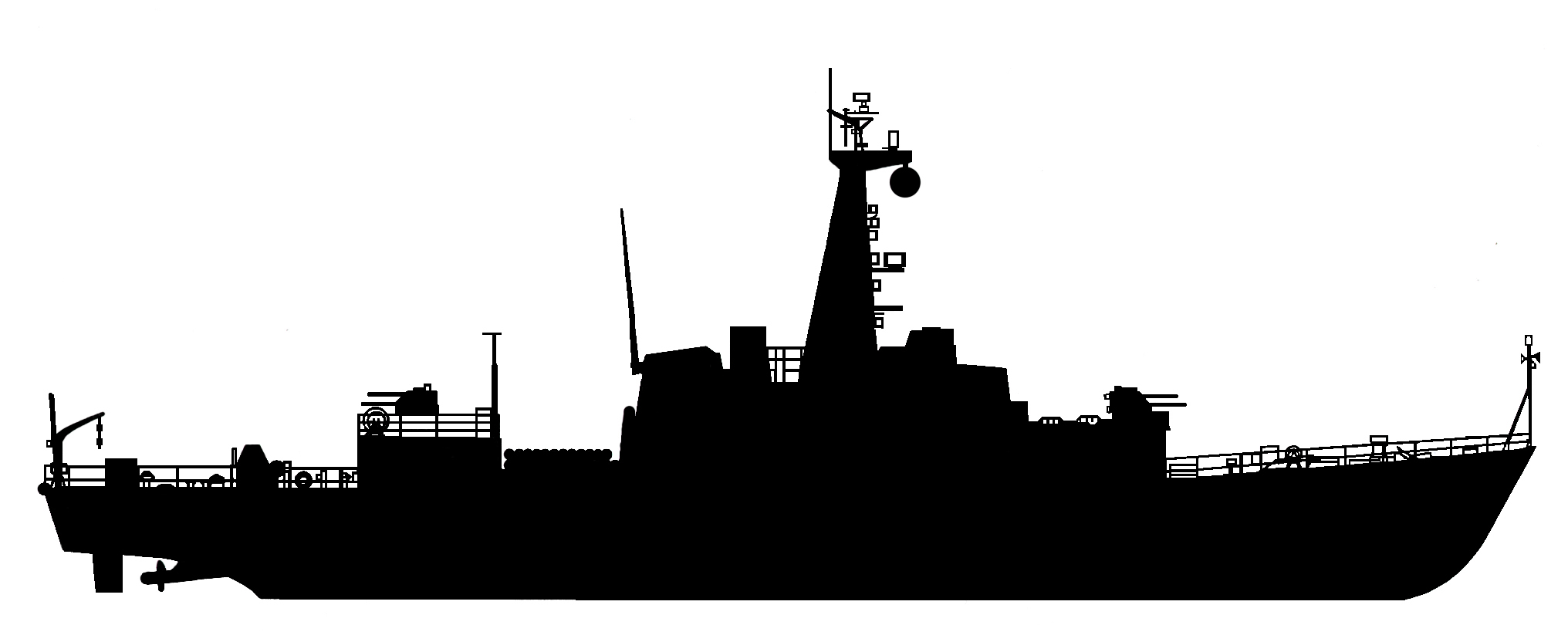
Sylwetka trałowca projektu 206F

Prace nad nowym typem trałowca rozpoczęły się w gdańskim Centralnym Biurze Konstrukcji Okrętowych nr 2 w 1958 roku, w celu zastąpienia służących od 1946 roku trałowców projektu 253Ł. Nowe okręty miały być więc początkowo trałowcami redowymi, zdolnymi do prowadzenia trałowań kontaktowych i niekontaktowych w rejonie baz morskich i stawiania niewielkich zagród minowych, o wyporności około 200 ton, prędkości 18 węzłów, zasięgu 3000 Mm, uzbrojeniu składającym się z dwóch działek kalibru 45 mm i czterech wkm kalibru 14,5 mm i standardowym dla końca lat 50. wyposażeniu trałowym. Dowództwo Marynarki Wojennej opublikowało jednocześnie wymagania na nowy trałowiec bazowy o wyporności 570 ton, mimo trwania przygotowań do podjęcia licencyjnej produkcji radzieckich trałowców projektu 254. CKBO nr 2 pod kierownictwem inż. Henryka Andrzejewskiego przygotowało zarówno projekt trałowca redowego (pod oznaczeniem 206), jak też cztery projekty większego trałowca bazowego (projekty 250–253). Po wielu dyskusjach postanowiono zaprzestać prac nad trałowcami bazowymi projektów 250–253 na rzecz przekształcenia w trałowiec bazowy jednostki projektu 206. W 1959 roku CKBO nr 2 opracował zmodyfikowany projekt trałowca o wyporności 425 ton, którego napęd miały stanowić włoskie silniki wysokoprężne FIAT, wobec braku odpowiednich jednostek napędowych produkowanych w państwach socjalistycznych. Projekt (pod oznaczeniem B206F) został przyjęty do realizacji w grudniu 1959 roku przez Ministra Obrony Narodowej, lecz ostateczny projekt techniczny zatwierdzono w Dowództwie MW dopiero 19 lutego 1962 roku. Koszty dokumentacji wyniosły 1,7 mln zł, budowa prototypu (przyszłego „Orlika”) kosztowała 80 mln zł, a koszt seryjnego okrętu wyniósł 65,5 mln zł. Roczny limit eksploatacyjny jednostki określono na 700 godzin, a żywotność konstrukcji na 20 lat.
ORP „Flaming” zbudowany został w Stoczni im. Komuny Paryskiej w Gdyni (numer stoczniowy 206F/9). Nadzór wojskowy nad budową sprawował kmdr ppor. inż. Konstanty Cudny. Stocznia zastosowała metodę budowy kadłuba jednostki z sekcji, łączonych na pochylni (opracowaną wcześniej w celu masowej budowy trawlerów). Stępkę okrętu położono 7 stycznia, a zwodowany został 5 maja 1966 roku. Trałowiec otrzymał tradycyjną dla polskich okrętów minowych nazwę pochodzącą od ptaka. Matką chrzestną jednostki była Joanna Tor-Miszczak.

## Dane taktyczno-techniczne
Okręt był gładkopokładowym, pełnomorskim trałowcem, przystosowanym do pływania w warunkach częściowego oblodzenia. Długość całkowita wynosiła 58,2 metra, szerokość 7,97 metra i zanurzenie 2,14 metra. Wysokość boczna miała wielkość 4 metry. Wykonany ze stali, całkowicie spawany kadłub jednostki został wzmocniony w celu zwiększenia odporności na podwodne wybuchy. Podzielony był na siedem przedziałów wodoszczelnych: (od dziobu): I – forpik (magazyn bosmański, sprzętu okrętowego i żywnościowy, skrzynia łańcuchowa i winda kotwiczna), II – stacja radiolokacyjna oraz magazyn artyleryjski i elektryczny, III – pomieszczenia mieszkalne oraz pomieszczenie żyrokompasów i centrali artyleryjskiej, IV – siłownia pomocnicza, V – siłownia główna z centrum sterowania napędem, VI – rufowe pomieszczenie załogi i VII – magazyn sprzętu trałowego, maszyna sterowa i zrzutnie bomb głębinowych. W najniższym poziomie kadłuba mieściły się zbiorniki paliwa, wody słodkiej i użytkowej oraz wały napędowe. Na dolnym poziomie nadbudówki znajdowały się kabiny oficerów, mesa, kuchnia, sanitariaty i podręczne magazyny żywności. W górnej części mieściła się sterówka oraz kabiny: radiowa, nawigacyjna i sonaru oraz, na pokładzie sygnałowym, pokryte brezentowym dachem stanowisko dowodzenia i lekki, trójpodporowy maszt z antenami urządzeń radiotechnicznych. Wyporność standardowa wynosiła 426 ton, a pełna 470 ton.
Okręt napędzany był przez dwa nienawrotne, turbodoładowane 12-cylindrowe czterosuwowe silniki wysokoprężne w układzie V FIAT 2312SS o maksymalnej mocy 1324 kW (1800 KM) każdy (nominalna moc wynosiła 1400 KM przy 920 obr./min), poruszające poprzez przekładnie redukcyjne Lohman GUB dwiema śrubami nastawnymi Lips-Schelde. Maksymalna prędkość okrętu wynosiła 18,4 węzła (ekonomiczna – 17 węzłów). Okręt mógł zabrać 55,5 tony paliwa okrętowego , co zapewniało zasięg wynoszący 2000 Mm przy prędkości 17 węzłów. Na rufie znajdowały się dwa podwieszane, zrównoważone stery o powierzchni 1,7 m² każdy, poruszane maszynką sterową MS25. Energię elektryczną zapewniały cztery brytyjskie generatory główne Ruston S324M o mocy 60 kVA każdy (składające się z prądnicy i silnika Leyland SW400 o mocy 72 KM przy 1500 obr./min), generator postojowy S322M o mocy 27 kVA oraz generator trału elektromagnetycznego M50. Autonomiczność okrętu wynosiła 12 dób. Jednostka mogła bezpiecznie pływać przy stanie morza 8, a zadania trałowe wykonywać do stanu morza 4, z prędkością od 0 do 12 węzłów.

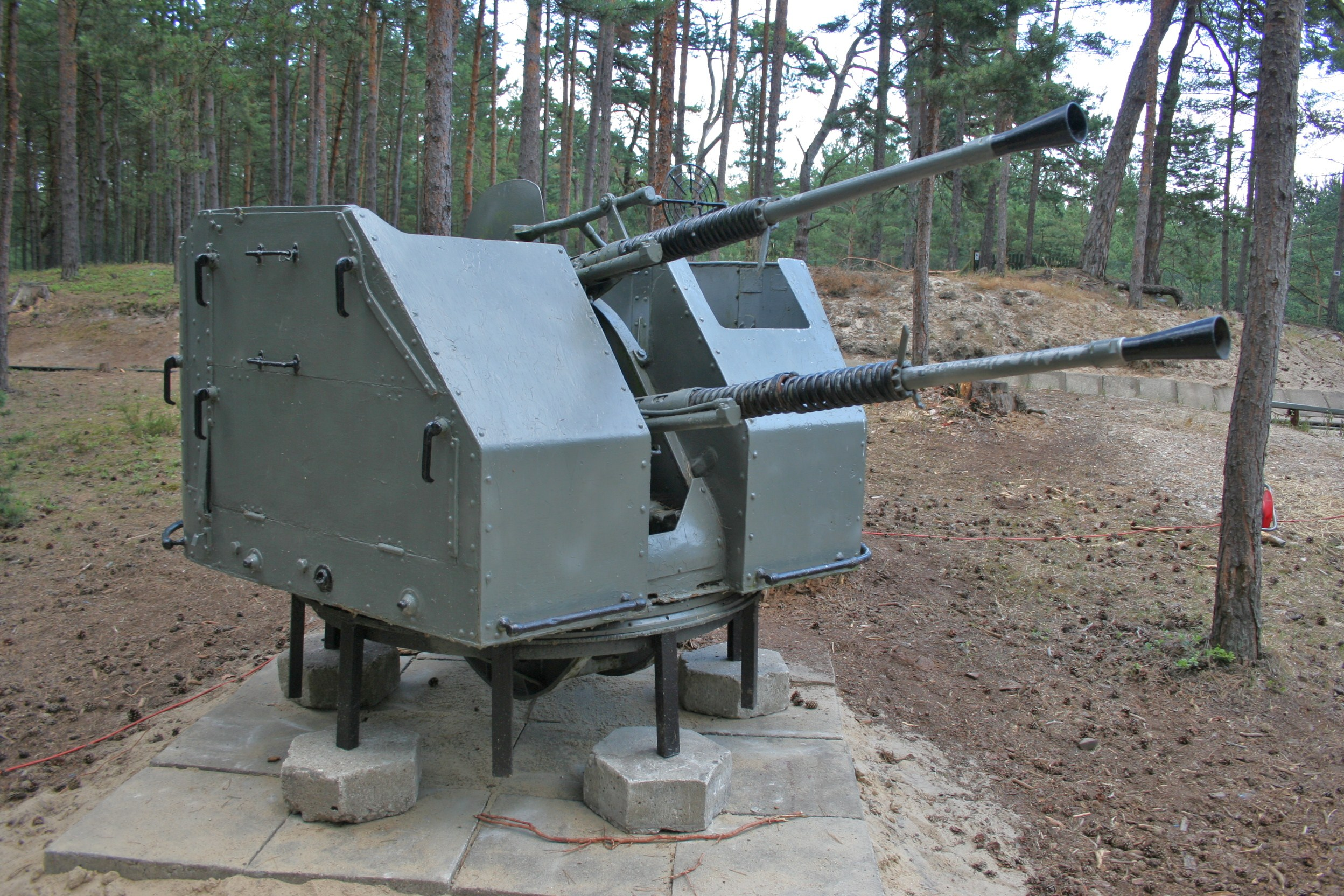
Zestaw artyleryjski 2M-3M kal. 25 mm

Uzbrojenie artyleryjskie jednostki stanowiły trzy podwójne zestawy działek automatycznych 2M-3M kal. 25 mm, z łącznym zapasem amunicji wynoszącym 6000 naboi, umieszczone przed nadbudówką na osi symetrii okrętu (jedno stanowisko) oraz na nadbudówce rufowej (dwa stanowiska obok siebie). Broń ZOP stanowiły dwie podpokładowe zrzutnie bomb głębinowych z łącznym zapasem 12 bomb B-1. Ponadto okręt miał dwa pokładowe tory minowe, na których mógł zamiennie przenosić: 10 min typu KB lub AMD-500, 16 wz. 08/39 lub 8 typu AMD-1000. Załoga uzbrojona była także w broń indywidualną, którą stanowiły 22 kbk AK i 8 pistoletów, z łącznym zapasem 17 000 sztuk amunicji.
Wyposażenie trałowe stanowiły: trał kontaktowy MT-2, elektromagnetyczny TEM-52M i akustyczny BAT-2. Wyposażenie radioelektroniczne obejmowało system rozpoznawczy „swój-obcy” typu Kremnij-2, radiostację UKF R-609, nadajnik KF R-644, odbiornik KF R-671, odbiornik pełnozakresowy R-619, radionamiernik ARP-50-1,2M, sonar Tamir-11M (MG-11M), radar obserwacji ogólnej Lin-M i system radionawigacji Rym-K. Jednostka wyposażona była też w zrzutnie dla 8 świec dymnych MDSz, żyrokompas Kurs-4, kompasy magnetyczne UKPM-1M i UKPM-3M, echosondę NEŁ-5, log MGŁ-25 i pracujący w podczerwieni system pływania zespołowego Chmiel.
Trałowiec został dostosowany do biernej obrony przeciwatomowej i przeciwchemicznej. W tym celu zbudowano trzy pomieszczenia z urządzeniami filtrowentylacyjnymi, a także zamontowano urządzenia dozymetryczne oraz rurociągi do zraszania i spłukiwania okrętu. Wyposażenie uzupełniały urządzenia demagnetyzacyjne.
Załoga okrętu składała się początkowo z 49 osób – 5 oficerów, 16 podoficerów i 28 marynarzy .

## Służba

### Służba jako trałowiec (1966–1999)

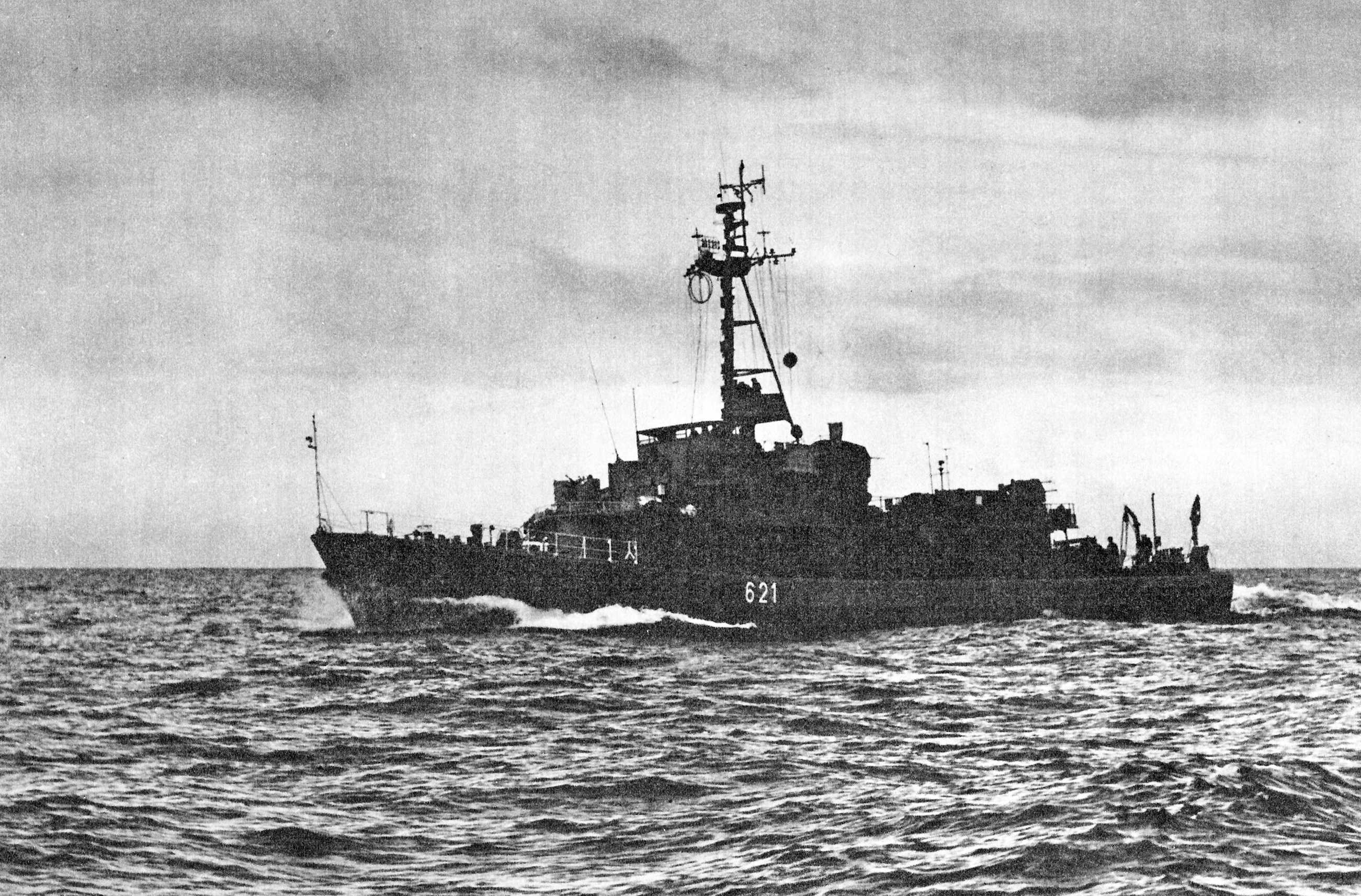
ORP „Flaming” w pierwszych latach służby

ORP „Flaming” został wcielony do służby w Marynarce Wojennej 27 września 1966 roku. Okręt z oznaczeniem burtowym 621 wszedł w skład 13. Dywizjonu Trałowców 9. Flotylli Obrony Wybrzeża, stacjonując na Helu, a jego pierwszym dowódcą został kpt. mar. Marian Kazubek. Sygnałem wywoławczym jednostki był SQWB . Zadaniem okrętu było poszukiwanie pól minowych i ich niszczenie, trałowanie rozpoznawcze i kontrolne, wytyczanie torów pływania i prowadzenie za trałami okrętów lub ich zespołów. Jednostka wraz z bliźniaczymi trałowcami brała udział w niemal wszystkich ważniejszych ćwiczeniach polskich okrętów oraz manewrach flot Układu Warszawskiego, uczestnicząc też często w unieszkodliwianiu niewybuchów pochodzących z okresu II wojny światowej. 10 września 1967 roku na pokładzie trałowca gościł prezydent Francji Charles de Gaulle . W 1968 roku ORP „Flaming” odbył pierwszą zagraniczną wizytę, zawijając do Bałtyjska .
Na początku lat 70. ORP „Flaming” należał do III grupy 13. Dywizjonu Trałowców (wraz z „Tukanem” i „Pelikanem”). W 1970 roku jednostka brała udział w ćwiczeniach o kryptonimie Reda 70. W dniach 27 lipca – 1 sierpnia 1972 roku zespół okrętów MW (OORP „Flaming”, „Warszawa”, „Głogów”, „Cedynia”, „Groźny” i zbiornikowiec Z-5) pod dowództwem wiceadm. Ludwika Janczyszyna złożył wizytę w Leningradzie . W 1972 roku „Flaming” zdobył tytuł najlepszego okrętu III rangi 9. Flotylli Obrony Wybrzeża oraz Marynarki Wojennej . W 1973 roku okręt uczestniczył w poszukiwaniu min na obszarze przeznaczonym pod budowę Portu Północnego w Gdańsku . W czerwcu 1975 roku, w związku z wprowadzeniem przez MW zmiennego systemu numeracji okrętów, jednostce zmieniono numer burtowy na 651. W tym miesiącu okręt uczestniczył w ćwiczeniach o kryptonimie Posejdon-75. W połowie 1976 roku dokonano kolejnej zmiany oznaczenia jednostki, która otrzymała numer 676. Do pierwotnego oznaczenia (621) okręt powrócił w połowie 1978 roku. W dniach 4–26 maja 1983 roku trałowiec wziął udział w wielkich ćwiczeniach sił Marynarki Wojennej o kryptonimie Reda-83. W 1988 roku „Flaming” uczestniczył w ćwiczeniach Nysa-Odra ’88.
Podczas długoletniej służby modernizacji poddano wyposażenie radioelektroniczne okrętu: radar Lin-M został zastąpiony nowszym TRN-823, system „swój-obcy” Kremnij-2 wymieniono na Nichrom-RR, dodano też drugą stację radiolokacyjną SRN-206. Usunięto również przestarzały system radionawigacji Rym-K, zastępując go nowocześniejszym Bras (z odbiornikiem Hals); zamontowano też odbiorniki brytyjskiego systemu radionawigacyjnego Decca – Pirs-1M. W pierwszej połowie lat 80. wzmocniono uzbrojenie przeciwlotnicze trałowca, instalując na wysokości komina po obu burtach dwie poczwórne wyrzutnie Fasta-4M rakiet przeciwlotniczych Strzała-2M (z łącznym zapasem 16 pocisków). Zmiany objęły również wyposażenie trałowe: trał kontaktowy MT-2 zmodernizowano do wariantu MT-2W (z przecinakami wybuchowymi), zainstalowano też nowy polski trał elektromagnetyczny TEM-PE-2 i głębokowodny, szybkobieżny trał akustyczny BGAT. Wymieniono też zużyte jednostki napędowe Fiata, montując sześciocylindrowe silniki wysokoprężne Sulzer 6AL25/30 o maksymalnej mocy 1700 KM (nominalnie 1100 KM przy 750 obr./min).
W 1994 roku ORP „Flaming” wziął udział w przeprowadzonych na polskich wodach ćwiczeniach Passex. Od 6 do 18 czerwca 1995 roku jednostka (wraz z bliźniaczymi trałowcami OORP „Tukan”, „Czajka” i „Mewa”, okrętem podwodnym „Wilk” i okrętami rakietowymi „Hutnik” i „Metalowiec”) uczestniczyła w międzynarodowych ćwiczeniach sił morskich NATO Baltops ’95. Od 14 do 16 września 1996 roku ORP „Flaming” wraz z niszczycielami min: belgijskimi „Lobelia” i „Primula” oraz holenderskim „Zierikzee” oraz polskimi trałowcami „Czajka”, „Mewa” i „Śniardwy” uczestniczył w poszukiwaniu i niszczeniu min na torach wodnych w Zatoce Gdańskiej. Na początku października 1996 roku okręt uczestniczył w międzynarodowych ćwiczeniach Partnerstwa dla Pokoju Cooperative Venture ’96 (z OORP „Lech” i „Kaszub”).
19 maja 1998 roku okręt unieszkodliwił zlokalizowaną w gdyńskim awanporcie przez pogłębiarkę minę denną z okresu II wojny światowej. Pod koniec maja „Flaming” uczestniczył w największych w tym roku ćwiczeniach sił morskich RP pod kryptonimem Rekin’98.
20 lutego 1999 roku okręt wziął udział w neutralizacji niewybuchów odnalezionych w pobliżu mola w Gdyni-Orłowie.

### Przebudowa na niszczyciel min

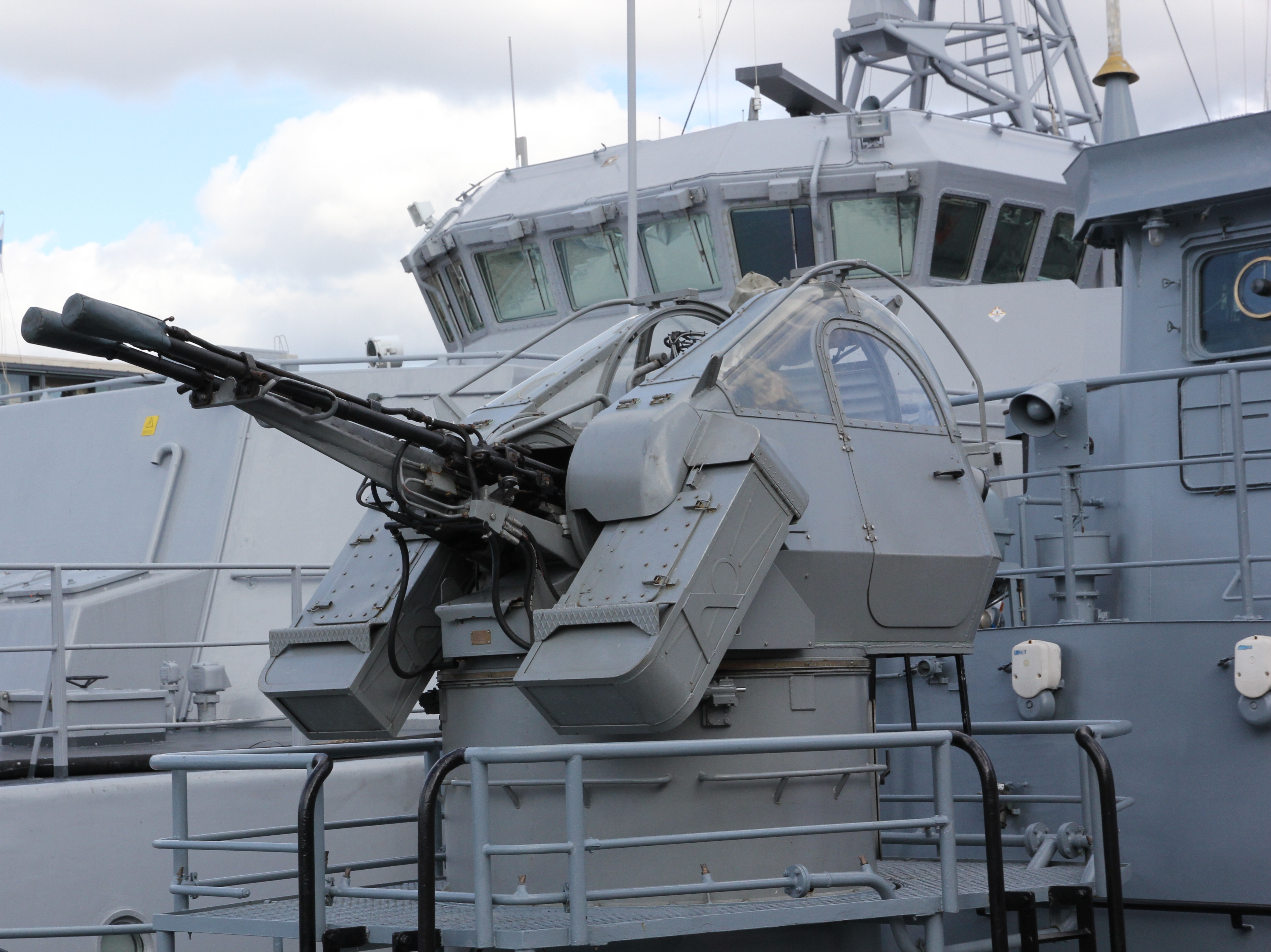
Armata ZU-23-2MR Wróbel II na pokładzie ORP „Flaming”

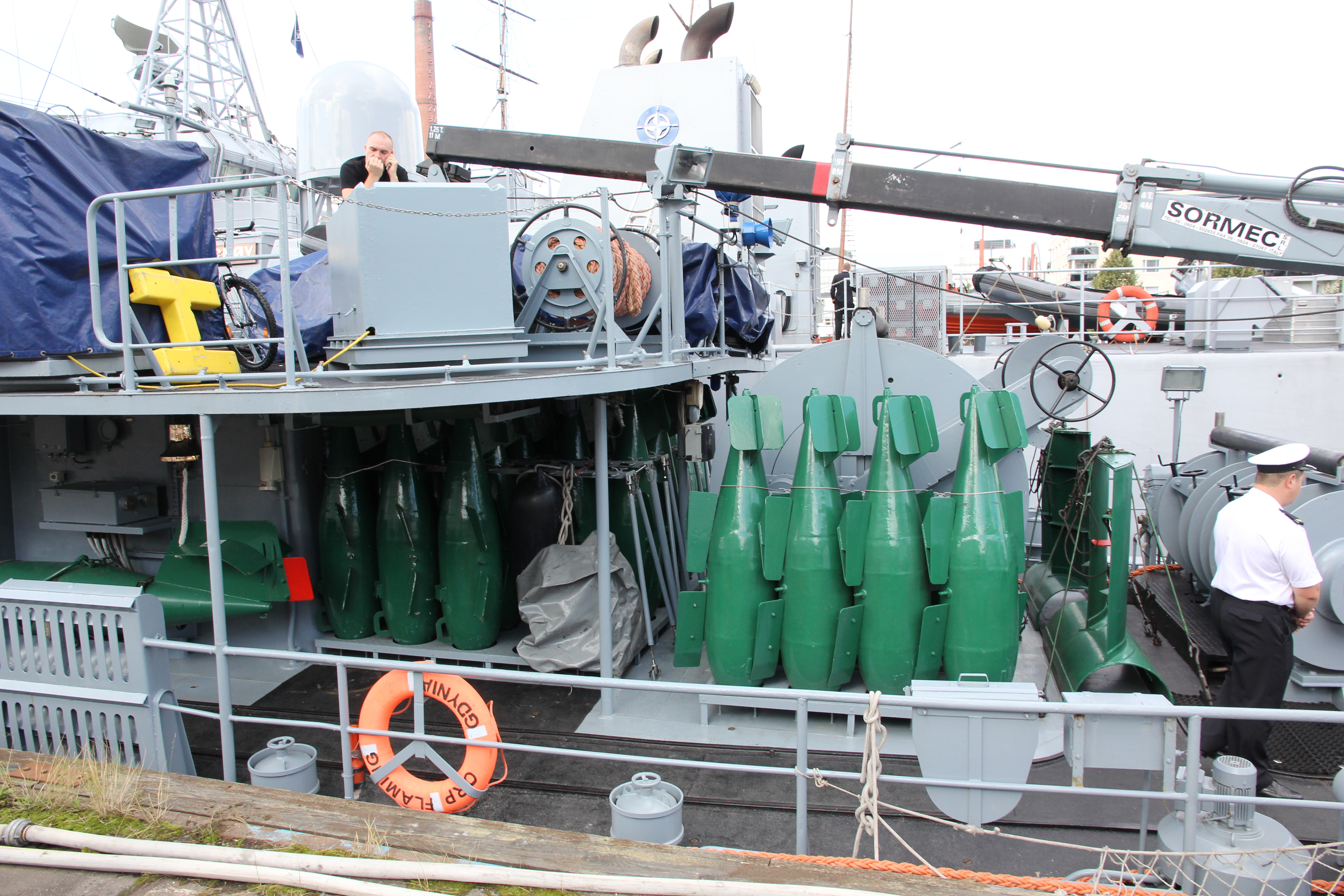
Wyposażenie trałowe po przebudowie (widoczne pływaki trałów)

W lutym 2000 roku „Flaming” został wycofany ze służby i poddany konwersji na niszczyciel min projektu 206FM, która trwała od marca 2000 roku do czerwca 2001 roku. Projekt modernizacji opracowano w Stoczni Marynarki Wojennej w Gdyni i tam też przeprowadzono prace. Przebudowie uległa większość pomieszczeń i struktura wewnętrzna kadłuba, podzielonego od tej pory na 10 przedziałów wodoszczelnych. Wymieniono część poszycia, a okręt zyskał całkowicie nową, większą nadbudówkę, komin i trójnożny maszt. W nadbudówce znalazły miejsce m.in. główne stanowisko dowodzenia, a także dwuprzedziałowa komora dekompresyjna szczecińskiej firmy Aquaticus, przeznaczona dla nowych członków załogi – płetwonurków. Zamiast trzech stanowisk działek kal. 25 mm zamontowano jeden dwulufowy zestaw rakietowo-artyleryjski kalibru 23 mm ZU-23-2MR Wróbel II i pozbawiono okręt zrzutni bomb głębinowych, natomiast pozostawiono dwie poczwórne wyrzutnie rakiet Strzała-2M. Tory minowe okrętu zostały przystosowane do zabierania zamiennie: 12 min typu OS, 12 min typu MMD-1, 12 min typu MMD-2 lub 6 min typu OD. Zmodernizowano też wyposażenie przeciwminowe, które prócz trału kontaktowego MT-2W (z przecinakami wybuchowymi Boforsa) stanowiły: trał elektromagnetyczny TEM-PE-2MA i australijski trał akustyczny AAG, a także dwa pojazdy podwodne Ukwiał (zaprojektowane i zbudowane na Politechnice Gdańskiej). Zmianom uległo też wyposażenie radioelektroniczne, które składało się od tej pory z systemów wspomagania dowodzenia Pstrokosz i Bełtwa, radaru nawigacyjnego Decca Bridge Master, radaru obserwacji ogólnej CRM-200, stacji radiolokacyjnej SHL-100MA, holowanej stacji radiolokacyjnej SHL-200 Flaming B, systemu dokładnej nawigacji Jemiołuszka i systemu rozpoznawczego swój-obcy Supraśl. Na okręcie znalazły się także: zestaw cyfrowych map ECDIS firmy FIN Skog, radiostacje HF i UHF firmy Rohde & Schwarz, żyrokompas światłowodowy firmy C.Plath, log dopplerowski firmy STN Atlas i rozgłośnia ogólnookrętowa MORS. Zamontowano też zestaw 6 wyrzutni celów pozornych WNP81/9 Jastrząb, wymieniono agregaty prądotwórcze na polskie ZP 125 i dokonano remontu silników. W odróżnieniu od pozostałych przebudowanych okrętów projektu 206FM, „Flaminga” wyposażono w norweski ster strumieniowy firmy Brunvoll (na dziobie) i niemiecki pędnik azymutalny firmy Schottel (na rufie), kontrolowane przez polski system dynamicznego pozycjonowania szczecińskiej firmy Autocomp. Ważną z punktu widzenia ochrony środowiska modyfikacją było zamontowanie nowej oczyszczalni ścieków oraz zbiorników oleju odzyskanego i wód zaolejonych a także odsalacza wody morskiej. Zainstalowanie nowego wyposażenia spowodowało wzrost wyporności pełnej do 507 ton i zwiększenie liczebności załogi do 54 osób. Koszt modernizacji okrętu wyniósł ok. 40 mln zł.

### Służba jako niszczyciel min (2001–2020)

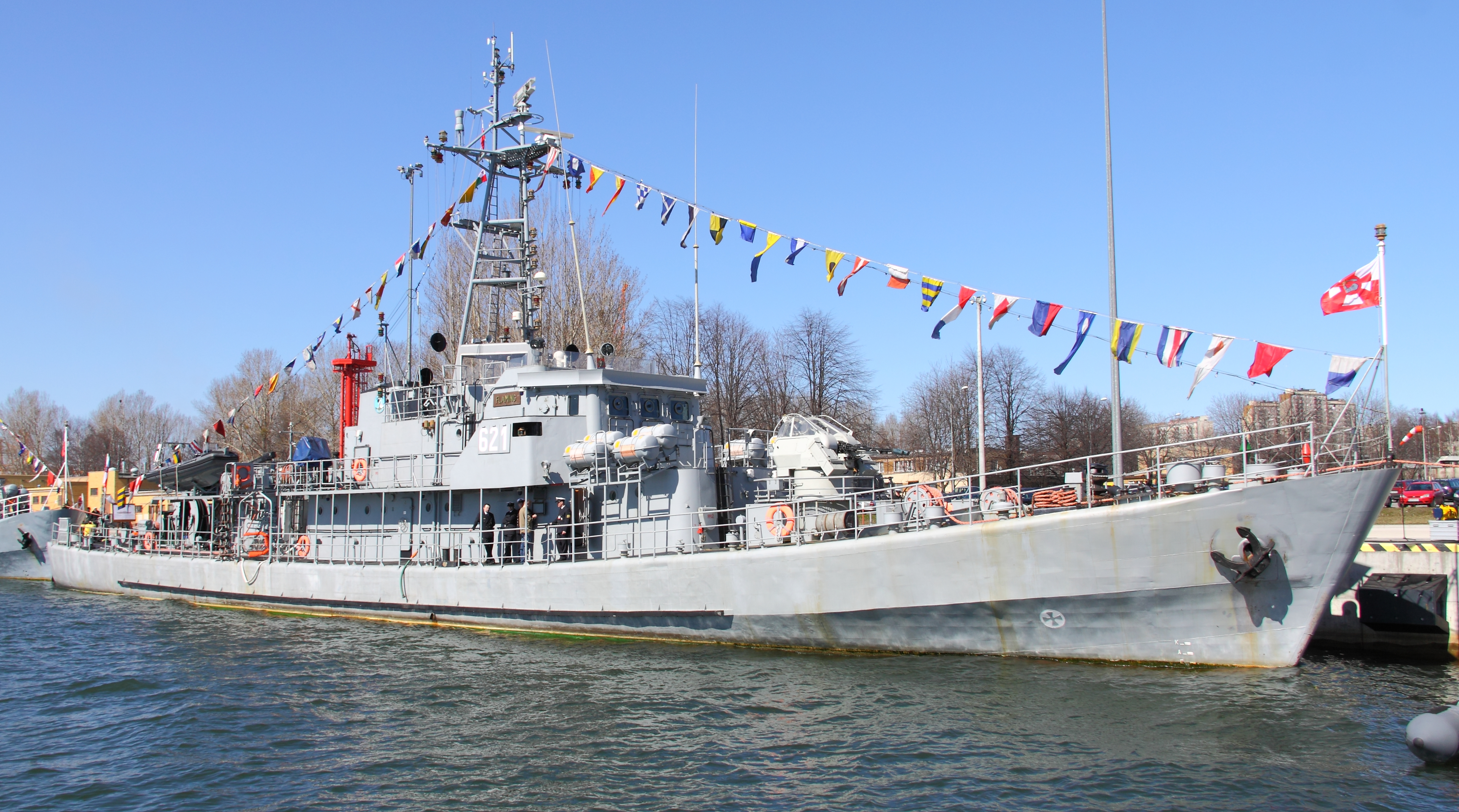
Okręt po przebudowie, w gali banderowej, 2012 rok

22 czerwca 2001 roku nastąpiło ponowne wcielenie okrętu do służby, w obecności ministra obrony narodowej Bronisława Komorowskiego. Dowódcą okrętu był wówczas kpt. mar. Włodzimierz Kułagin. 25 września załoga okrętu wsparta przez płetwonurków–minerów dokonała neutralizacji dwóch pocisków artyleryjskich kal. 130 mm odnalezionych na dnie Zatoki Gdańskiej. W dniach 24–30 października okręt wraz z bliźniaczą „Czajką” uczestniczył w międzynarodowych ćwiczeniach Passex. W październiku i listopadzie 2001 roku zespół sił przeciwminowych MW (OORP „Flaming”, „Czajka”, „Mielno”, „Resko”, „Drużno”, „Wigry” i „Śniardwy”) wziął udział w oczyszczaniu z niebezpiecznych elementów poligonu morskiego między Ustką a Wickiem Morskim przed planowanymi na przyszły rok manewrami sił morskich NATO pod kryptonimem Strong Resolve 2002 .
W dniach 1–15 marca 2002 roku w Polsce i Norwegii odbyły się manewry sił morskich NATO pod kryptonimem Strong Resolve 2002, w których wzięło udział ponad 100 okrętów. W ćwiczeniach przeprowadzonych na Morzu Norweskim, Morzu Północnym i Bałtyku Polskę reprezentowało 14 jednostek, w tym ORP „Flaming” . Od 22 kwietnia do 10 maja „Flaming” pod dowództwem kpt. mar. Włodzimierza Kułagina wraz z „Czajką” wzięły udział w zorganizowanych w Cieśninach Duńskich ćwiczeniach Blue Game 2002 . Od 26 do 28 czerwca okręt wraz z niszczycielem min „Willemstad” wziął udział w polsko-holenderskich ćwiczeniach obrony przeciwminowej w Zatoce Gdańskiej . W dniach 25–30 listopada OORP „Flaming”, „Mewa” i „Czajka” uczestniczyły na polskich wodach w międzynarodowych ćwiczeniach Passex .
W styczniu 2003 roku ORP „Flaming” został przydzielony do Stałego Zespołu Obrony Przeciwminowej NATO MCMForNorth. 2 kwietnia okręt wziął udział w neutralizacji lotniczej miny dennej zlokalizowanej w pobliżu wejścia do portu w Gdyni. Od 15 do 17 kwietnia jednostka wzięła udział w międzynarodowych ćwiczeniach przeciwminowych MCM SQNEX na Bałtyku Południowym (polską flotę reprezentowały także OORP „Gopło” i „Wdzydze”) . Od 8 do 28 maja „Flaming” przebywał w Zeebrugge, przechodząc w tamtejszym ośrodku Mine Countermeasures Vessels Operational Training egzamin mający potwierdzić jego gotowość do działania w zespołach NATO . 24 lipca jednostka zneutralizowała trzy niemieckie pociski kal. 203 mm, zalegające w pobliżu wejścia do portu w Gdańsku . W dniach 16 sierpnia – 5 września okręt uczestniczył w działaniach zespołu MCMForNorth, operując na Atlantyku, Morzu Północnym i Cieśninach Duńskich (jednostka powróciła do kraju 6 października).
W dniach 20–21 kwietnia 2004 roku okręt przeprowadził operację likwidacji min i torped z okresu II Wojny Światowej, spoczywających na dnie Zatoki Puckiej na południe od Juraty oraz na południe od Kuźnicy . Od 24 maja do 2 czerwca ORP „Flaming” brał udział w operacji NATO pod kryptonimem MC OPEST – likwidacji niebezpiecznych drugowojennych pozostałości zalegających w Zatoce Fińskiej u wybrzeży Estonii . W dniach 4–24 września OORP „Flaming” i „Czajka” uczestniczyły u wybrzeży Litwy w operacji przeciwminowej Open Spirit 2004 .
Od 9 do 19 maja 2005 roku ORP „Flaming” wziął udział w ćwiczeniach przeciwminowych MCM SQNEX, przeprowadzonych na Bałtyku z udziałem 14 okrętów z siedmiu państw NATO (polską marynarkę reprezentowały ponadto OORP „Czajka”, „Gopło” i „Śniardwy”) . W dniach 2–3 sierpnia okręt wraz z grupą płetwonurków-minerów z 9. Flotylli Obrony Wybrzeża na wysokości Redłowa zneutralizował ćwiczebną torpedę kal. 533 mm z okresu II wojny światowej. Między 2 a 12 września „Flaming” wziął udział w przeprowadzonych u wybrzeży Łotwy międzynarodowych ćwiczeniach sił obrony przeciwminowej Open Spirit 2005, podczas których 19 okrętów z 13 państw uczestniczyło w niszczeniu min, torped i innych niebezpiecznych pozostałości po II wojnie światowej . W dniach 11–18 listopada wchodzący w skład Stałego Zespołu Sił Obrony Przeciwminowej NATO (SNMCMG1) okręt uczestniczył na Bałtyku Południowym w międzynarodowych ćwiczeniach Passex .
Na przełomie 2005 i 2006 roku na jednostce zdemontowano wyrzutnie celów pozornych Jastrząb. Od końca marca do 7 kwietnia 2006 roku OORP „Flaming”, „Gen. K. Pułaski” i „Kondor” wzięły udział w największych organizowanych w Europie Północnej przez NATO manewrach pod kryptonimem Brilliant Mariner 2006, w których uczestniczyło 80 okrętów z 20 państw . 7 sierpnia okręt (pod dowództwem kmdr. ppor. Cezarego Gnozy) rozpoczął 3-miesięczną misję w SNMCMG1, zakończoną 27 października . W czerwcu 2006 roku w związku z likwidacją 9. Flotylli Obrony Wybrzeża „Flaming” wraz z całym 13. Dywizjonem Trałowców została przeniesiona do Gdyni, wchodząc od tej pory w skład 8. Flotylli Obrony Wybrzeża. W dniach 4–12 września jednostka wraz z bliźniaczą „Czajką” wzięła udział w przeprowadzonych na wodach Zatoki Fińskiej międzynarodowych ćwiczeniach Open Spirit 2006 . We wrześniu i październiku „Flaming” uczestniczył w ćwiczeniach zespołu SNMCMG1 o kryptonimach Passex i Amber Sea . 15 grudnia w porcie wojennym w Gdyni okręt obchodził jubileusz 40-lecia służby w Marynarce Wojennej. W 2007 roku na okręcie zainstalowano system automatycznej identyfikacji statków AIS. 6 listopada 2007 roku OORP „Flaming”, „Mewa”, „Gopło” i „Mamry” uczestniczyły w przeprowadzonych na Bałtyku międzynarodowych ćwiczeniach sił obrony przeciwminowej MCM SQNEX (wzięły w nich udział także okręty łotewskie „Virsaitis” i „Viesturs” oraz litewski „Kuršis”) .

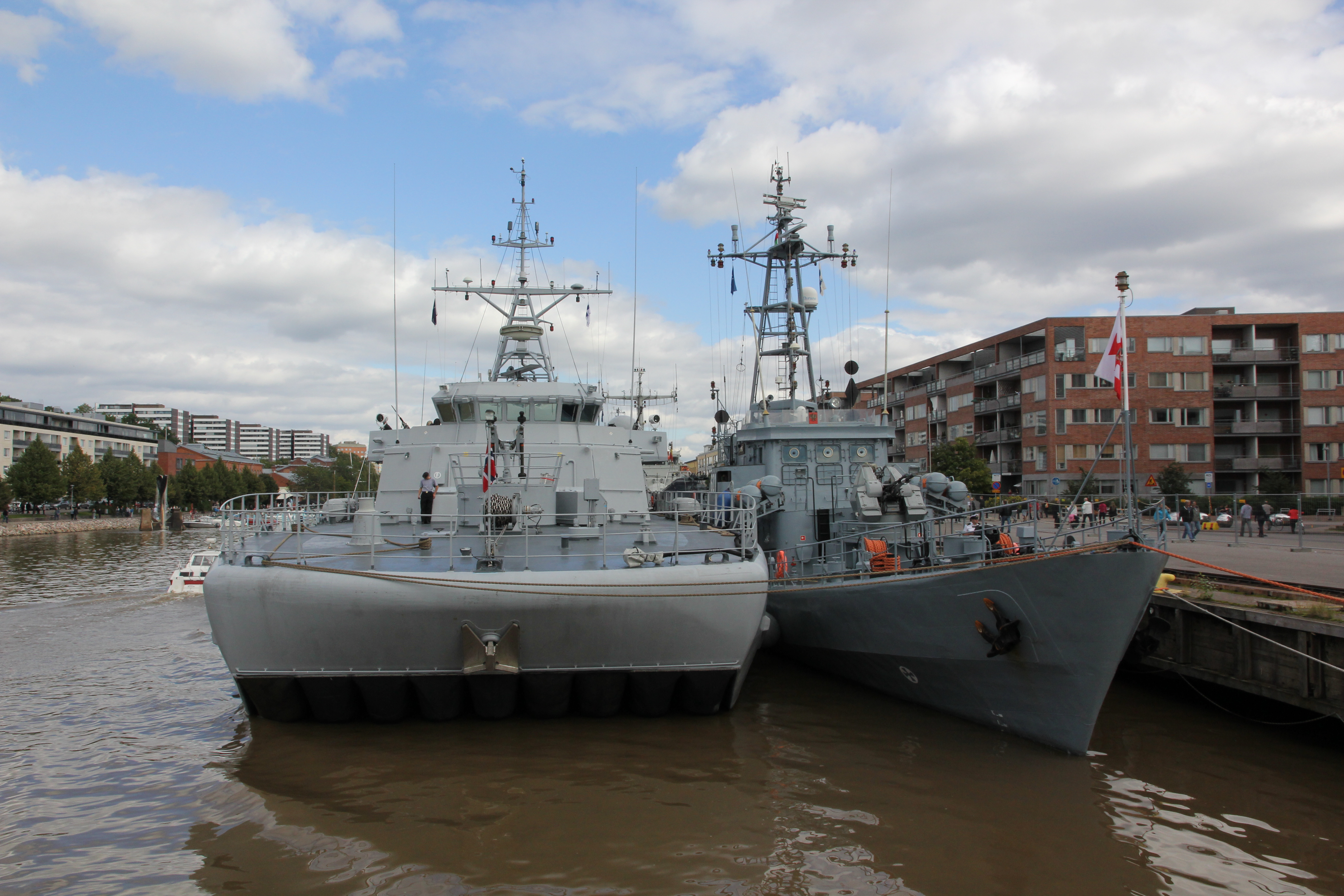
„Flaming” podczas wizyty w Turku, sierpień 2014, z norweskim niszczycielem min „Karmøy”

W 2008 roku okręt przebywał w ośrodku Mine Countermeasures Vessels Operational Training w Zeebrugge, przechodząc powtórny egzamin mający potwierdzić jego gotowość do działania w zespołach NATO . W dniach 19–23 maja 2008 roku w Zatoce Gdańskiej OORP „Flaming”, „Czajka” i „Gopło” wzięły udział w ćwiczeniach Passex . 29 stycznia 2009 roku załoga okrętu zneutralizowała zalegającą w pobliżu toru wodnego do portu w Gdańsku torpedę, a 19 lutego przeprowadził operację zniszczenia bomb głębinowych, które znajdowały się na pokładzie zatopionego niemieckiego ścigacza okrętów podwodnych UJ-301 . Od 11 do 14 maja 2009 roku „Flaming” uczestniczył w operacji MCOPLAT ’09 – niszczeniu niewybuchów zalegających w Zatoce Ryskiej. Załoga okrętu zniszczyła dwie miny denne o masie 115 i 230 kg. W dniach 31 sierpnia – 11 września na wodach Zatoki Ryskiej OORP „Flaming” (dowodzony przez kmdr ppor. Jarosława Tuszkowskiego) i „Mewa” wzięły udział w operacji przeciwminowej Open Spirit 2009. Obie jednostki zniszczyły 10 min o łącznej masie około 3 ton (w tym minę o masie 880 kg, zneutralizowaną przez załogę „Flaminga”) .
Od 26 sierpnia do 9 września 2010 roku niszczyciele min „Flaming” i „Mewa” wzięły udział u wybrzeży Litwy w operacji przeciwminowej Open Spirit 2010, neutralizując jedną minę i jedną torpedę . W dniach 15, 16 i 22 września ORP „Flaming” podjął z dna Zatoki Gdańskiej trzy niemieckie torpedy ćwiczebne, odkryte podczas prac hydrograficznych. 27 września 13. Dywizjon Trałowców został podporządkowany dowódcy 3. Flotylli Okrętów.
Od 31 sierpnia do 27 listopada 2011 roku okręt po raz trzeci wszedł w skład Stałego Zespołu Sił Obrony Przeciwminowej NATO (SNMCMG1). 3 września w Świnoujściu „Flaming” z pomocą nurków-minerów przeprowadził operację podniesienia z dna miny morskiej oraz czepca bomby lotniczej . W dniach 5–6 września wchodzący w skład SNMCMG1 okręt uczestniczył w Zatoce Pomorskiej w międzynarodowych ćwiczeniach Passex (wraz z OORP „Nakło” i „Drużno”) . Od września do listopada jednostka w ramach SNMCMG1 uczestniczyła na Bałtyku w ćwiczeniach pod kryptonimami DANEX i NORTHERN COASTS .
W dniach 15–31 sierpnia 2013 roku ORP „Flaming” wziął udział u wybrzeży Litwy w operacji Open Spirit 2013 . 1 i 2 października 2013 roku jednostka przeprowadziła operację neutralizacji dwóch niemieckich torped, które spoczywały na dnie nieopodal portu w Gdyni . Od 5 maja do 12 grudnia 2014 roku okręt po raz kolejny wchodził w skład zespołu SNMCMG1, biorąc udział w przeprowadzonych na Morzu Bałtyckim międzynarodowych ćwiczeniach sił morskich NATO Baltops 2014 (prócz „Flaminga” wzięły w nich udział OORP „Gopło”, „Sarbsko”, „Wicko” i „Sęp”) . Między 1 a 12 września 2014 roku OORP „Flaming”, „Mewa”, „Hańcza”, „Nakło” i „Drużno” uczestniczyły na północnym Bałtyku w ćwiczeniach NORTHERN COASTS . W październiku 2014 roku u wybrzeży Szkocji jednostka w ramach zespołu SNMCMG1 wzięła udział w ćwiczeniach JOINT WARRIOR 14-2 . Na początku 2015 roku „Flaming” wraz z nurkami-minerami uczestniczył na wodach Zatoki Gdańskiej w neutralizacji torped z okresu II wojny światowej, a w marcu nieopodal gdyńskiego portu zniszczył pięć min morskich.
Od 23 do 25 stycznia 2016 roku okręt wraz z grupą nurków oraz trałowcami OORP „Gopło” i „Wdzydze” przeprowadził operację neutralizacji niemieckiej miny dennej, która spoczywała w kanale portowym w rejonie twierdzy Wisłoujście . Od 31 sierpnia do 16 września 2016 roku „Flaming”, „Resko”, „Dąbie”, „Jamno” i „Kaszub” wzięły udział w ćwiczeniach NORTHERN COASTS, przeprowadzonych na zachodnim Bałtyku i w rejonie Cieśnin Duńskich  . 11 października 2016 roku okręt obchodził jubileusz 50-lecia służby w Marynarce Wojennej.

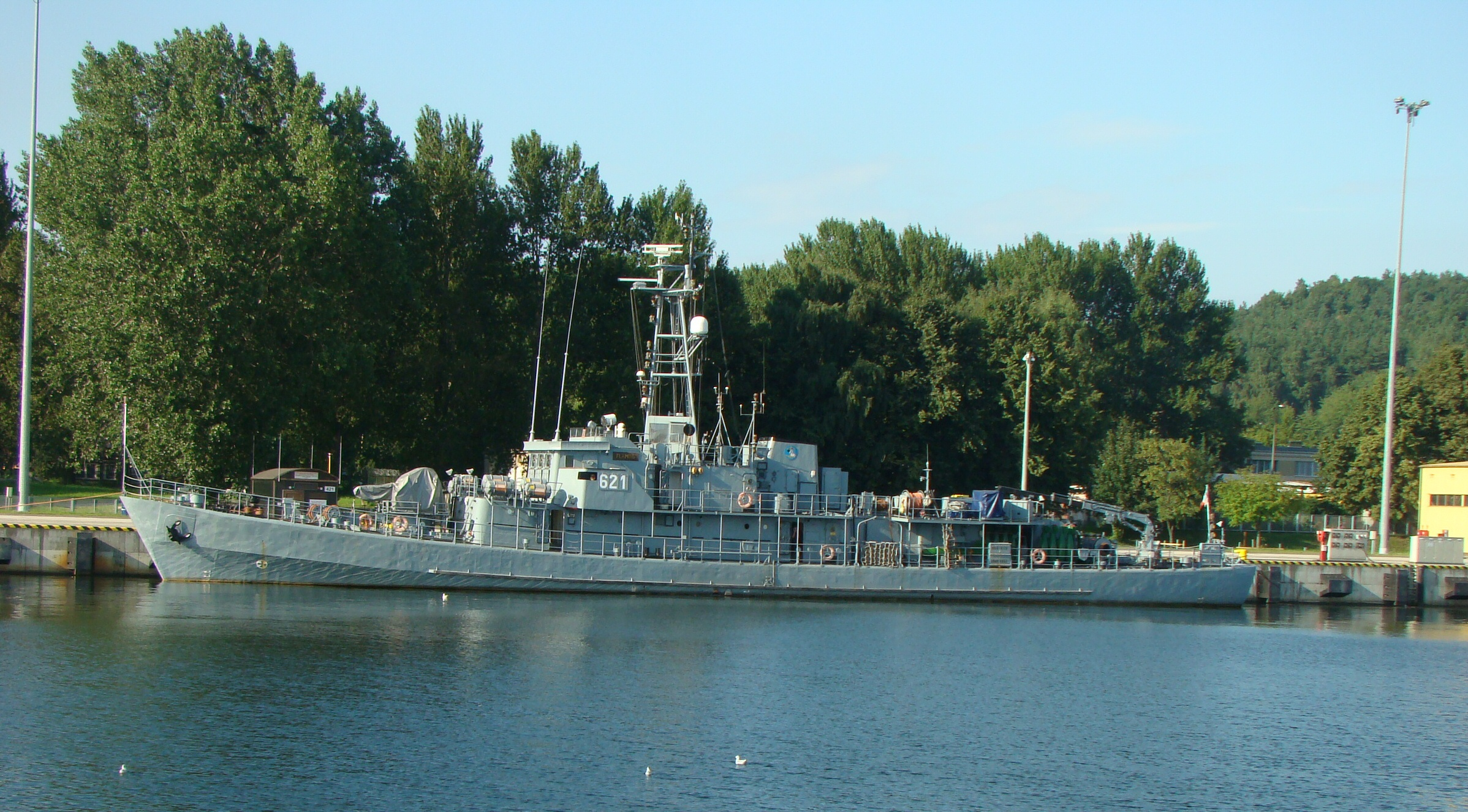
ORP „Flaming” w Gdyni, 2017 rok

We wrześniu 2017 roku u wybrzeży Szwecji i Danii OORP „Flaming”, „Gen. K. Pułaski”, „Kaszub”, „Dąbie”, „Jamno” i „Mielno” uczestniczyły w ćwiczeniach NORTHERN COASTS . Od 11 do 24 maja 2018 roku ORP „Flaming”, pod gościnną komendą kpt. mar. Piotra Goryckiego (dowódcy bliźniaczej „Czajki”), wziął udział u wybrzeży Estonii w operacji przeciwminowej Open Spirit 2018. 24 czerwca 2018 roku okręt uczestniczył w paradzie morskiej w Gdyni, zorganizowanej dla uczczenia obchodów 100-lecia Marynarki Wojennej.
W lipcu 2019 roku na wodach Zalewu Szczecińskiego okręt z pomocą nurków przeprowadził operację neutralizacji brytyjskiej miny morskiej Mk IV, która spoczywała u wejścia do Kanału Piastowskiego . Od 3 do 17 września 2019 roku w zachodniej części Morza Bałtyckiego odbyły się ćwiczenia NORTHERN COASTS, w których prócz „Flaminga” uczestniczyły OORP „Gardno”, „Jamno” i „Bałtyk” .
16 czerwca 2020 roku nieopodal portu w Gdyni niszczyciele min OORP „Flaming” i „Kormoran” przy udziale nurków-minerów wzięły udział w neutralizacji niemieckiej miny morskiej typu GC .
4 grudnia 2020 roku, po ponad 54 latach służby w Marynarce Wojennej, w Porcie Wojennym w Gdyni na jednostce po raz ostatni opuszczono banderę .

## Dowódcy okrętu
Zestawienie opracowane na podstawie Błaszczak 2020 ↓  i 13 dywizjon 2020 ↓, s. 33:
- 05.05.1966 – 30.11.1968 – kpt. mar. Marian Kazubek
- 01.12.1968 – 15.02.1971 – por. mar. Michał Cieluch
- 16.02.1971 – 14.11.1971 – por. mar. Stefan Gierczak
- 15.11.1971 – 27.12.1974 – por. mar. Jan Wawrzyniak
- 28.12.1974 – 26.04.1977 – por. mar. Wacław Drobniewski
- 27.04.1977 – 08.03.1979 – por. mar. Michał Świerkosz
- 04.04.1980 – 21.08.1982 – por. mar. Bogusław Bąk
- 22.08.1982 – 08.12.1988 – por. mar. Jan Dojerski
- 09.12.1988 – 18.12.1991 – por. mar. Jarosław Stolczyk
- 18.12.1991 – 03.07.1992 – por. mar. Tomasz Chęciński
- 03.07.1992 – 16.08.1995 – por. mar. Andrzej Kochalski
- 16.08.1995 – 27.10.1998 – por. mar. Arkadiusz Walczak
- 27.10.1998 – 20.04.2001 – kpt. mar. Piotr Mieczkowski
- 20.04.2001 – 26.08.2002 – kpt. mar. Włodzimierz Kułagin
- 26.08.2002 – 31.08.2003 – kpt. mar. Andrzej Danilewicz
- 31.08.2003 – 01.01.2006 – kpt. mar. Krzysztof Rybak
- 01.08.2006 – 01.08.2009 – kmdr ppor. Cezary Gnoza
- 01.08.2009 – 30.06.2015 – kmdr ppor. Jarosław Tuszkowski
- 01.07.2015 – 22.11.2019 – kmdr ppor. Piotr Pasztelan
- ? – ? – kpt. mar. Bartosz Fijałkowski
- ? – 04.12.2020 – kmdr ppor. Michał Narłowski